# Liste der Flughäfen in Norwegen
Liste der Flughäfen in Norwegen, nach Fylke (Provinz) gruppiert.
| Ort/Stadt              | ICAO-Code | IATA-Code | Name des Flughafens                      | Passagiere (2008) | Passagiere (2012) | Passagiere (2015) | Passagiere (2023) |
| Agder                  | Agder     | Agder     | Agder                                    | Agder             | Agder             | Agder             | Agder             |
| ---------------------- | --------- | --------- | ---------------------------------------- | ----------------- | ----------------- | ----------------- | ----------------- |
| Arendal                | ENGK      |           | Flughafen Gullknapp, Arendal             |                   |                   |                   |                   |
| Farsund                | ENLI      | FAN       | Flughafen Farsund, Lista                 |                   |                   |                   |                   |
| Kristiansand           | ENCN      | KRS       | Flughafen Kristiansand                   | 00.911.074        | 01.019.291        | 01.058.231        | 0820.751          |
| Akershus               |           |           |                                          |                   |                   |                   |                   |
| Kjeller                | ENKJ      |           | Flughafen Kjeller                        |                   |                   |                   |                   |
| Oslo / Fornebu         | ENFB      | FBU       | Flughafen Oslo-Fornebu (geschlossen)     |                   |                   |                   |                   |
| Oslo / Gardermoen      | ENGM      | OSL       | Flughafen Oslo-Gardermoen                | 19.344.459        | 22.080.433        | 24.678.188        | 25.147.914        |
| Buskerud               |           |           |                                          |                   |                   |                   |                   |
| Geilo                  | ENDI      | DLD       | Flughafen Geilo, Dagali                  |                   |                   |                   |                   |
| Gol                    | ENKL      | GLL       | Flughafen Gol, Klanten                   |                   |                   |                   |                   |
| Hokksund               | ENHS      |           | Flughafen Hokksund                       |                   |                   |                   |                   |
| Hønefoss               | ENEG      |           | Flughafen Hønefoss, Eggemoen             |                   |                   |                   |                   |
| Finnmark               |           |           |                                          |                   |                   |                   |                   |
| Alta                   | ENAT      | ALF       | Flughafen Alta                           | 00.341.748        | 00.345.073        | 00.392.520        | 00.344.396        |
| Båtsfjord              | ENBS      | BJF       | Flughafen Båtsfjord                      | 00.026.809        | 00.028.053        | 00.026.732        | 00.029.249        |
| Berlevåg               | ENBV      | BVG       | Flughafen Berlevåg                       | 00.011.037        | 00.015.406        | 00.014.310        | 00.013.723        |
| Hammerfest             | ENHF      | HFT       | Flughafen Hammerfest                     | 00.118.494        | 00.149.435        | 00.175.351        | 00.132.508        |
| Hasvik                 | ENHK      | HAA       | Flughafen Hasvik                         | 00.006.754        | 00.015.684        | 00.014.217        | 00.028.450        |
| Honningsvåg            | ENHV      | HVG       | Flughafen Honningsvåg Valan              | 00.012.927        | 00.024.846        | 00.023.580        | 00.024.498        |
| Kautokeino             | ENKA      | QKX       | Flughafen Kautokeino                     |                   |                   |                   |                   |
| Kirkenes               | ENKR      | KKN       | Flughafen Kirkenes, Høybuktmoen          | 00.264.261        | 00.300.843        | 00.311.016        | 00.280.896        |
| Lakselv                | ENNA      | LKL       | Flughafen Lakselv, Banak                 | 00.053.858        | 00.075.423        | 00.065.624        | 00.060.227        |
| Mehamn                 | ENMH      | MEH       | Flughafen Mehamn                         | 00.013.922        | 00.025.439        | 00.022.813        | 00.026.230        |
| Vadsø                  | ENVD      | VDS       | Flughafen Vadsø                          | 00.077.097        | 00.104.732        | 00.102.215        | 00.97.803         |
| Vardø                  | ENSS      | VAW       | Flughafen Vardø                          | 00.011.745        | 00.032.217        | 00.030.786        | 00.029.160        |
| Innlandet              |           |           |                                          |                   |                   |                   |                   |
| Elverum                | ENHN      |           | Flughafen Elverum, Starmoen              |                   |                   |                   |                   |
| Fagernes               | ENFG      | VDB       | Flughafen Fagernes, Leirin               | 00.007.419        | 00.003.510        | 00.006.075        |                   |
| Hamar                  | ENHA      | HMR       | Flughafen Hamar, Stafsberg               |                   |                   |                   |                   |
| Reinsvoll              | ENRV      |           | Flughafen Reinsvoll                      |                   |                   |                   |                   |
| Ringebu                | ENRI      |           | Flughafen Ringebu, Frya                  |                   |                   |                   |                   |
| Tynset                 | ENTY      |           | Flughafen Tynset                         |                   |                   |                   |                   |
| Møre og Romsdal        |           |           |                                          |                   |                   |                   |                   |
| Ålesund                | ENAL      | AES       | Flughafen Ålesund, Vigra                 | 00.774.625        | 01.001.387        | 01.080.045        | 01.050.771        |
| Kristiansund           | ENKB      | KSU       | Flughafen Kristiansund, Kvernberget      | 00.250.859        | 00.386.138        | 00.366.292        | 00.289.304        |
| Molde                  | ENML      | MOL       | Flughafen Molde, Årø                     | 00.332.923        | 00.447.844        | 00.517.031        | 00.396.394        |
| Ørsta / Volda          | ENOV      | HOV       | Flughafen Ørsta-Volda, Hovden            | 00.075.603        | 00.116.189        | 00.115.009        | 00.97.486         |
| Sunndalsøra            | ENSU      |           | Flughafen Sunndalsøra, Vinnu             |                   |                   |                   |                   |
| Nordland               |           |           |                                          |                   |                   |                   |                   |
| Andenes                | ENAN      | ANX       | Flughafen Andøya, Andenes                | 00.036.408        | 00.057.423        | 00.056.897        | 00.064.844        |
| Bodø                   | ENBO      | BOO       | Flughafen Bodø                           | 01.376.582        | 01.730.656        | 01.733.330        | 01.731.589        |
| Brønnøysund            | ENBN      | BNN       | Flughafen Brønnøysund, Brønnøy           | 00.077.247        | 00.169.096        | 00.129.600        | 00.125.286        |
| Evenes                 | ENEV      | EVE       | Flughafen Harstad/Narvik, Evenes         | 00.505.554        | 00.616.453        | 00.709.239        | 00.808.655        |
| Hattfjelldal           | ENHT      |           | Flughafen Hattfjelldal                   |                   |                   |                   |                   |
| Leknes                 | ENLK      | LKN       | Flughafen Leknes                         | 00.083.446        | 00.103.999        | 00.105.470        | 00.112.837        |
| Mo i Rana              | ENRA      | MQN       | Flughafen Mo i Rana, Røssvoll            | 00.084.620        | 00.110.170        | 00.119.641        | 00.113.577        |
| Mosjøen                | ENMS      | MJF       | Flughafen Mosjøen, Kjærstad              | 00.053.478        | 00.087.333        | 00.082.451        | 00.71.223         |
| Narvik                 | ENNK      | NVK       | Flughafen Narvik, Framnes                | 00.034.808        | 00.032.128        | 00.026.138        |                   |
| Røst                   | ENRS      | RET       | Flughafen Røst                           | 00.009.387        | 00.018.978        | 00.014.806        | 00.010.680        |
| Sandnessjøen           | ENST      | SSJ       | Flughafen Sandnessjøen, Stokka           | 00.057.755        | 00.106.599        | 00.101.849        | 00.73.026         |
| Stokmarknes            | ENSK      | SKN       | Flughafen Stokmarknes, Skagen            | 00.097.755        | 00.116.944        | 00.107.400        | 00.115.301        |
| Svolvær                | ENSH      | SVJ       | Flughafen Svolvær, Helle                 | 00.064.725        | 00.080.181        | 00.081.878        | 00.094.543        |
| Værøy                  | ENVR      | VRY       | Værøy Heliport                           | 00.008.631        | 00.010.210        | 00.009.104        | 00.008.031        |
| Østfold                |           |           |                                          |                   |                   |                   |                   |
| Moss                   | ENRY      | RYG       | Flughafen Moss, Rygge                    | 00.439.837        | 01.732.039        | 01.642.156        |                   |
| Rakkestad              | ENRK      |           | Flugplatz Rakkestad, Åstorp              |                   |                   |                   |                   |
| Rogaland               |           |           |                                          |                   |                   |                   |                   |
| Haugesund              | ENHD      | HAU       | Flughafen Haugesund                      | 00.531.728        | 00.664.375        | 00.659.937        |                   |
| Stavanger              | ENZV      | SVG       | Flughafen Stavanger                      | 03.754.254        | 04.413.987        | 04.501.368        | 03.952.233        |
| Svalbard and Jan Mayen |           |           |                                          |                   |                   |                   |                   |
| Jan Mayen              | ENJA      |           | Jan Mayensfield                          |                   |                   |                   |                   |
| Longyearbyen           | ENSB      | LYR       | Flughafen Svalbard, Longyear             | 00.138.934        | 00.134.533        | 00.166.477        | 00.167.533        |
| Ny-Ålesund             | ENAS      |           | Flughafen Ny-Ålesund, Hamnerabben        |                   |                   |                   |                   |
| Sveagruva              | ENSA      |           | Flughafen Svea                           |                   |                   |                   |                   |
| Telemark               |           |           |                                          |                   |                   |                   |                   |
| Fyresdal               | ENFY      |           | Flughafen Fyresdal                       |                   |                   |                   |                   |
| Notodden               | ENNO      | NTB       | Flughafen Notodden, Tuven                | 00.003.809        | 00.004.356        | 00.004.581        |                   |
| Skien                  | ENSN      | SKE       | Flughafen Skien                          | 00.050.001        | 00.035.281        | 00.013.411        |                   |
| Troms                  |           |           |                                          |                   |                   |                   |                   |
| Bardufoss              | ENDU      | BDU       | Flughafen Bardufoss                      | 00.180.858        | 00.203.809        | 00.225.893        | 00.205.213        |
| Sørkjosen, Nordreisa   | ENSR      | SOJ       | Flughafen Sørkjosen                      | 00.012.754        | 00.025.866        | 00.023.804        | 00.019.005        |
| Tromsø                 | ENTC      | TOS       | Flughafen Tromsø, Langnes                | 01.557.934        | 01.889.023        | 02.009.146        | 02.330.670        |
| Trøndelag              |           |           |                                          |                   |                   |                   |                   |
| Namsos                 | ENNM      | OSY       | Flughafen Namsos                         | 00.023.058        | 00.044.728        | 00.045.641        | 00.027.002        |
| Oppdal                 | ENOP      |           | Flughafen Oppdal, Fagerhaug              |                   |                   |                   |                   |
| Ørland                 | ENOL      | OLA       | Flughafen Ørland                         | 00.008.353        | 00.005.739        | 00.003.762        |                   |
| Røros                  | ENRO      | RRS       | Flughafen Røros                          | 00.008.439        | 00.019.180        | 00.020.456        | 00.017.770        |
| Rørvik                 | ENRM      | RVK       | Flughafen Rørvik, Ryum                   | 00.023.304        | 00.044.300        | 00.049.840        | 00.040.478        |
| Trondheim              | ENVA      | TRD       | Flughafen Trondheim, Værnes              | 03.471.505        | 04.160.162        | 04.352.721        | 04.028.062        |
| Vestfold               |           |           |                                          |                   |                   |                   |                   |
| Sandefjord             | ENTO      | TRF       | Flughafen Sandefjord, Torp               | 01.556.635        | 01.706.064        | 01.542.541        |                   |
| Tønsberg               | ENJB      |           | Flughafen Jarlsberg (Flughafen Tønsberg) |                   |                   |                   |                   |
| Vestland               |           |           |                                          |                   |                   |                   |                   |
| Bergen                 | ENBR      | BGO       | Flughafen Bergen, Flesland               | 04.886.492        | 05.814.413        | 06.021.020        | 06.405.239        |
| Florø                  | ENFL      | FRO       | Flughafen Florø                          | 00.139.602        | 00.187.148        | 00.176.795        | 00.156.984        |
| Førde                  | ENBL      | FDE       | Flughafen Førde, Bringeland              | 00.077.767        | 00.090.049        | 00.082.909        | 00.068.618        |
| Leirvik                | ENSO      | SRP       | Flughafen Stord, Sørstokken              | 00.013.013        | 00.020.199        | 00.047.814        |                   |
| Sandane                | ENSD      | SDN       | Flughafen Sandane, Anda                  | 00.036.239        | 00.048.724        | 00.041.368        | 00.045.362        |
| Sogndal                | ENSG      | SOG       | Flughafen Sogndal, Haukåsen              | 00.064.191        | 00.096.031        | 00.086.023        | 00.093.254        |
| Voss                   | ENBM      |           | Flughafen Voss, Bømoen                   |                   |                   |                   |                   |